# 이돈해
이돈해(1916년 6월 25일~1994년 7월 26일)은 대한민국의 정치인이다. 제6대 국회의원을 지냈다.

## 역대 선거 결과
|  | 38.08% |

|  | 14.55% |